# Sobór Świętych z Diwiejewa

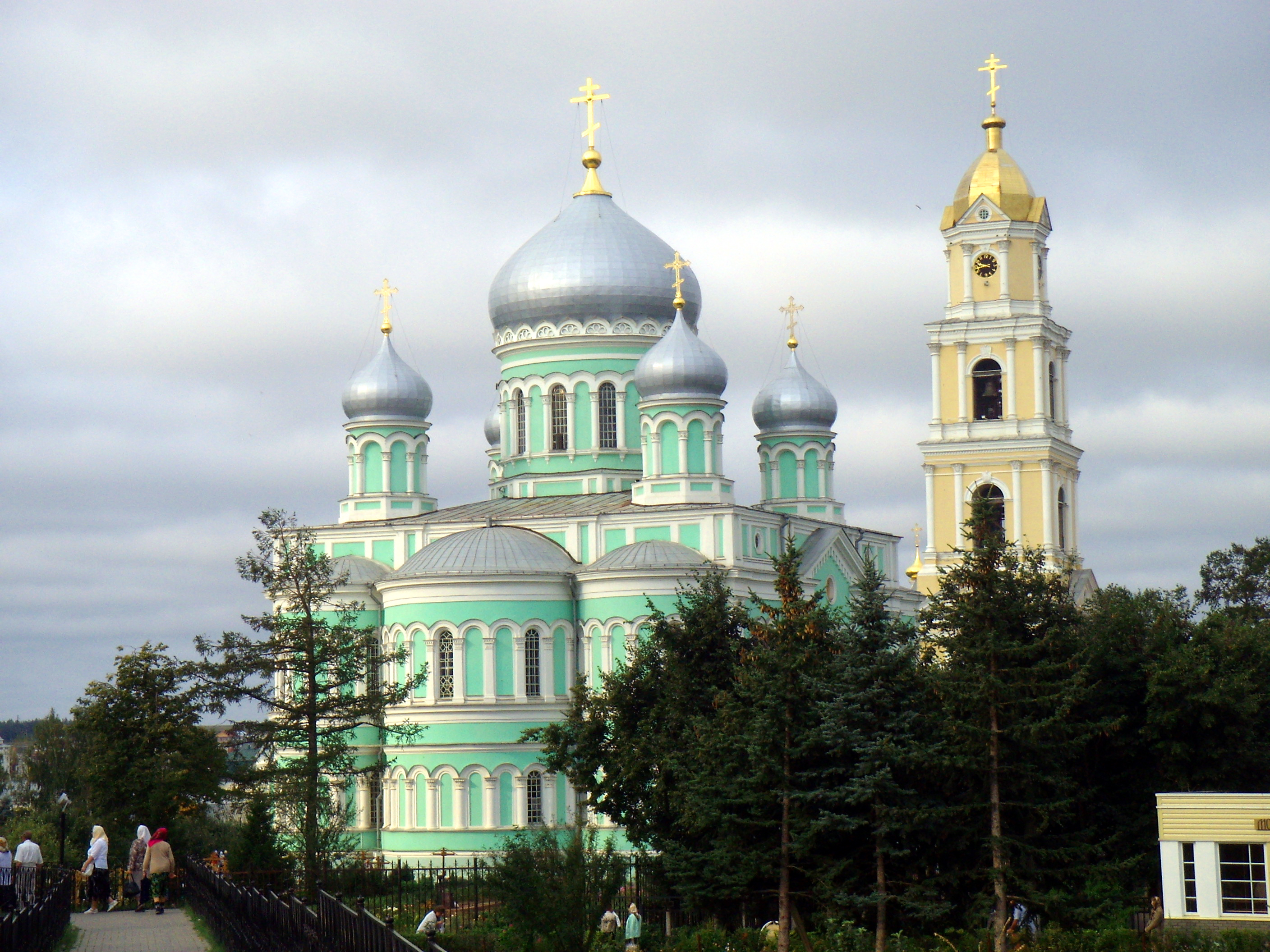
Sobór Trójcy Świętej w monasterze w Diwiejewie

Sobór Świętych z Diwiejewa (cs. Sobor Diwiejewskich swiatych) – jeden z soborów (grup) świętych czczonych przez Rosyjski Kościół Prawosławny.
W skład soboru wchodzą święci związani z monasterem Trójcy Świętej i św. Serafina z Sarowa w Diwiejewie – święty mnich Serafin z Sarowa, współtwórca klasztoru, dwaj służący w nim kapłani: Michał i Jakub Gusiew oraz 10 mniszek:
- Aleksandra (Mielgunowa)
- Marta (Miliukowa)
- Helena (Manturowa)
- Maria (Fiedina)
- Pelagia (Sieriebriennikowa)
- mniszka Paraskiewa, zwana Paszą Sarowską
- Marta (Tiestowa)
- Pelagia (Tiestowa)
- Matrona (Własowa)

Decyzją patriarchy moskiewskiego i całej Rusi Aleksego II z 2008 wspomnienie liturgiczne Soboru Świętych z Diwiejewa przypada 14 czerwca według kalendarza gregoriańskiego i 27 czerwca według kalendarza juliańskiego. 